# Dakowy Mokre

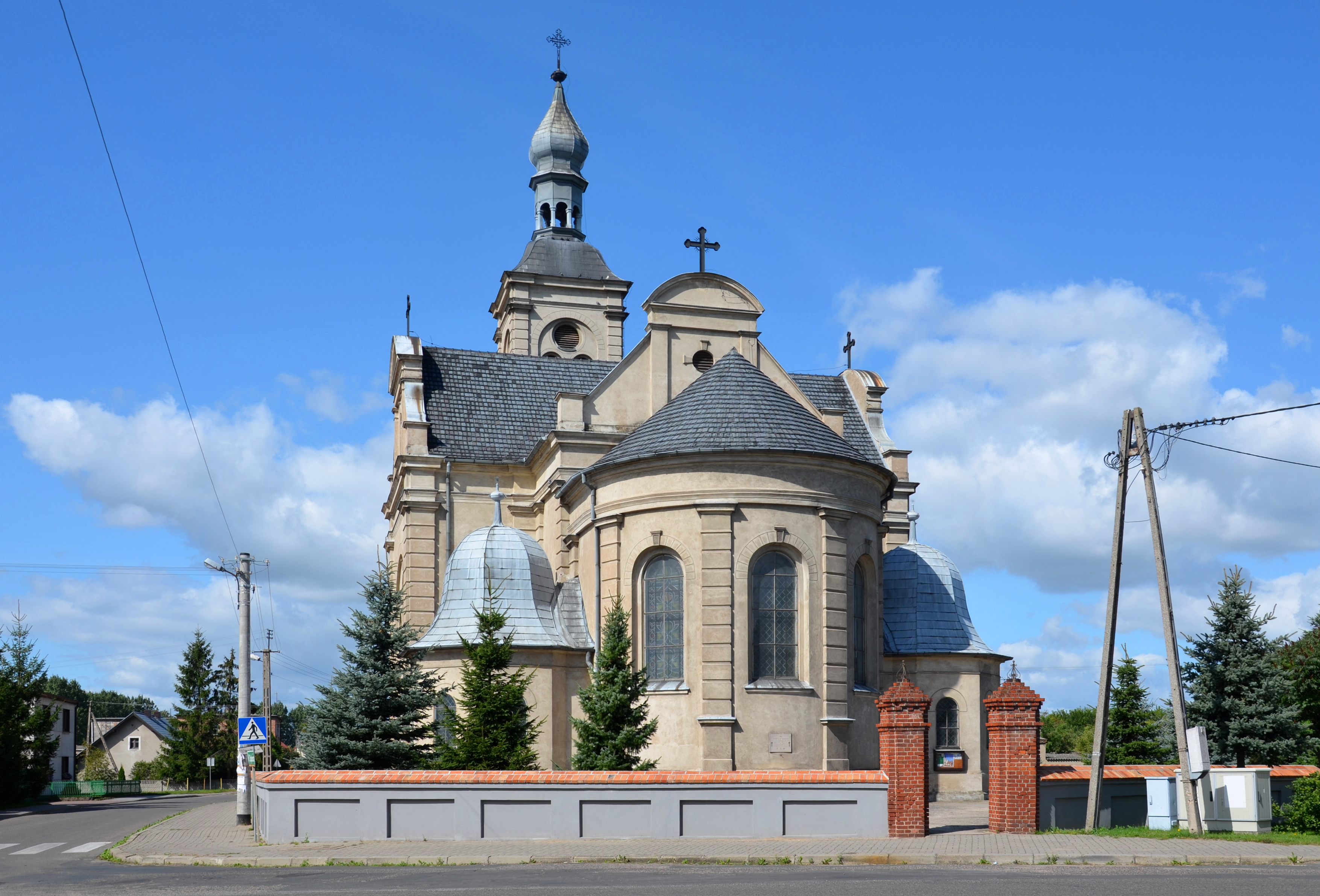
Dorfkirche in Dakowy Mokre

Dakowy Mokre ist ein Dorf in der Woiwodschaft Großpolen, im Powiat Nowotomyski, in der Gemeinde Opalenica. Der Ort liegt 6 Kilometer südöstlich von Opalenica und 32 Kilometer südwestlich von Posen. Zu den Sehenswürdigkeiten des Ortes gehören das historische Herrenhaus und die Dorfkirche. Beide Bauwerke stehen unter Denkmalschutz.

## Geschichte
Der Ort wurde 1399 das erste Mal schriftlich erwähnt. Seit 1873 gehörte das Dorf Bolesław Potocki.
Nachdem seine Tochter Felicja Potocka Maciej Mielżyński geheiratet hatte, gehörte das Landgut bis zum Zweiten Weltkrieg der Familie Mielżyński.